# 清水富美加 みなぎるPM
『清水富美加 みなぎるPM』（しみずふみか みなぎるピーエム）は、ニッポン放送にて2016年1月2日から2017年2月11日まで放送されていたバラエティ番組である。

## 番組概要
ニッポン放送は土曜21時の放送にて、前年2015年12月末迄『新発見!アニメグ』を編成していたが、同じく前年7月25日と10月5日に『オールナイトニッポンR』のパーソナリティを担当し、子役からモデルを経て女優として知名度を上げて来ていた清水富美加が、初めて冠が付与されたラジオ番組を担当する事を発表。
番組タイトルの「みなぎるPM」とは、清水が中学生時代に友人と遊びでラジカセとボイスレコーダーを用いて、ラジオ番組を制作した時の番組タイトルをそのまま使用したもので、番組構成は清水本人の素の喋りを生かして、主に大好きなファッションやコスメ、エクササイズなど女子力満点のライフスタイルを紹介しつつ、フリートーク、ふつおた、清水のおススメ楽曲で構成していたが、後に様々なリスナー投稿コーナーを設けた構成に移行して行った。
番組開始当初はニッポン放送のみの20分番組だったが、2016年4月からは放送時間が30分に拡大、かつ8局ネットに拡大し放送されていた。
しかし、ニッポン放送の2017年2月11日放送分オンエア後の翌12日に日刊スポーツのスクープ報道で、清水が当時所属していたレプロエンタテインメントを退社し、幸福の科学に出家して、芸能界を引退する意思を持ってる事が表面化。この件を受け、レプロ側からニッポン放送に対して降板を申入れた。ニッポン放送は2月6日に2月11日分と2月18日分の2本録りしていたが、2月18日放送分をお蔵入りとし、番組を打切る事を決定。2月18日放送分はつなぎ番組である『有楽町情報ライブラリー 春よ来い! リスナーファースト! ニッポン放送』に差替え、パーソナリティを箱崎みどりが担当し、『有楽町情報ライブラリー』の番組冒頭に箱崎から当該番組の打切りと経緯をリスナーに対して報告した。その後、翌週は同年2月の聴取率調査週間編成を経て、同年3月1、8日の2週だけの新番組『パーマ大佐がやってきた!』を、3月15日、3月22日を特番である『コトブキツカサ 映画のミカタ』編成してを繋ぎ、2016年のナイターオフ編成は終了。2016年のナイターインを経て、2017年のナイターオフ編成にて、21時台は『栗田貫一の栗カントリー倶楽部』がレギュラー番組として編成される事となった。

## 出演者

### パーソナリティ
- 清水富美加（女優）：2016年1月2日 - 2017年2月11日

## コーナー
コーナー進行時に矛盾が生じるとコーナー自体終了する場合がある

### 番組終了時点
- かわいいリハビリ道場（KRD）

清水が可愛くなるようなシチュエーションやセリフを募る
- お題

清水に回答してもらいたい大喜利のお題を募る
- 大御所女優・清水富美代の人生相談

寸劇コーナーで、清水が2016年時点で芸歴40周年を迎える女優・清水富美代に扮して、リスナーの悩みを解決する
- フリーアナウンサー・清川クリステルのニュース解説

清水が滝川クリステルをオマージュした、清川クリステルになりきり、リスナーから募集した地球温暖化、TPP等の大手放送局で扱う通常ニュースから、
上野動物園で動物の赤ちゃんが生まれた等のソフトニュース迄、解説して欲しいお題を解説する
- しおれるPM2

リスナーから募集した萎れるワードを清水がみなぎるワードに変えるコーナー。
過去、一旦同コーナーを終了してる関係で、コーナータイトルには「2」と模している
- 最近拾ったもの

リスナーが最近生活の中で拾得した物品を募る

### 過去
2016年9月末にてコーナーの多数を入れ替えてた
- 叫ぶ

リスナーから清水に叫んで欲しいフレーズを募る
- 誰にも言えない秘密のコーナー

誰にも言えないエピソードを紹介する
- 鬼と天使のお悩み解決

リスナーから募った悩みを、清水が「鬼」か「天使」で解決する。
しかし、清水本人の結論が「鬼」と「天使」共に内容が同一だったため、スタッフ側がコーナー終了を決断
- これがロックだとはき違える

リスナーが考案したロックっぽくない語彙を紹介する。
しかし、清水本人がロックの心得を履き違えてる事を鑑みたスタッフ側がコーナー終了を決断
- 学生よ、キュンキュンをくれ

リスナーから募った、学生時代に経験した甘酸っぱいエピソードを紹介する。
しかし、清水本人が「キュンキュン」と「イライラ」が紙一重であると吐露した事でスタッフ側がコーナー終了を決断
- 前前前前世

清水がリスナーの簡単なエピソードから前世を決めるコーナー。

## 放送時間
※JST表記

### 放送終了時点
- 土曜 21:00 - 21:30：2016年10月1日 - 2017年2月11日

### 過去
- 土曜 21:00 - 21:20：2016年1月2日 - 3月26日
- 土曜 22:00 - 22:30：2016年4月2日 - 9月24日

### 放送時間の変更
2016年
- 2月20日：2016年2月時の聴取率調査週間特別編成のため、20分だった放送尺を10分延長し、21:30迄編成
- 12月17日：2016年12月時の聴取率調査週間特別編成のため、次時間放送番組である『春奈るな るなティックワールド』を休止し、放送尺を1時間に拡大し、22:00迄編成。
- 12月24日：『第42回 ラジオ・チャリティー・ミュージックソン』を編成のため、ニッポン放送は番組休止。時差ネット分については不明

2017年
- 2月11日：ニッポン放送とSBCラジオは通常通り放送。しかし、前述の所属事務所から清水の降板申入れに伴い、時差ネット局[注 5]についてはニッポン放送では前週である2月4日放送分の再放送に差替え

## ネット局
番組開始当初はニッポン放送のみの20分番組だったが、2016年4月からは放送時間が30分に拡大、かつ8局ネットで放送されていた。

### 放送終了時点
それぞれ放送時間の早い順から記載。
| 放送対象地域  | 放送局       | 放送日時           | 時差      | 備考     |
| ------------- | ------------ | ------------------ | --------- | -------- |
| 関東広域圏    | ニッポン放送 | 土曜 21:00 - 21:30 | 制作局    |          |
| 青森県        | RABラジオ    | 土曜 19:30 - 20:00 | 7日間遅れ | [ 注 6 ] |
| 秋田県        | ABSラジオ    | 土曜 21:00 - 21:30 | 7日間遅れ | [ 注 7 ] |
| 山形県        | YBCラジオ    | 木曜 21:15 - 21:45 | 5日遅れ   | [ 注 8 ] |
| 長野県        | SBCラジオ    | 土曜 22:00 - 22:30 | 1時間遅れ | [ 注 7 ] |
| 福井県        | FBCラジオ    | 土曜 18:30 - 19:00 | 7日間遅れ | [ 注 7 ] |
| 鳥取県 島根県 | BSSラジオ    | 月曜 20:00 - 20:30 | 2日遅れ   | [ 注 7 ] |

### 過去
| 放送対象地域 | 放送局    | 放送日時               | 放送日時           | 時差     | 備考 |
| ------------ | --------- | ---------------------- | ------------------ | -------- | ---- |
| 山口県       | KRYラジオ | 2016年4月2日 - 9月24日 | 土曜 22:30 - 23:00 | 30分遅れ |      |
| 山梨県       | YBSラジオ | 2016年4月2日 - 9月24日 | 土曜 20:30 - 21:00 | 1週遅れ  |      |